# Aphanistes arcei
Aphanistes arcei là một loài tò vò trong họ Ichneumonidae.